# Distretto di Shalu
Il distretto di Shalu (沙鹿區S, Shālù QūP) è un distretto della municipalità di Taichung, situata a Taiwan.